# Pachydactylus vanzyli
Pachydactylus vanzyli — вид геконоподібних ящірок родини геконових (Gekkonidae). Мешкає в Анголі і Намібії.

## Поширення і екологія
Pachydactylus vanzyli мешкають на півдні провінції Намібе на крайньому південному заході Анголи та в регіоні Каоковельд на північному заході Намібії. Вони живуть на гравійних рівнинах пустелі Наміб. Зустрічаються на висоті від 10 до 300 м над рівнем моря. Ведуть нічний спосіб життя. Живляться дрібними жуками і термітами, відкладають яйця.